# Золотий м'яч ФІФА 2013
«Золотий м'яч ФІФА»

Церемонія 13 січня 2014
Найкращий футболіст світу: 
 Кріштіану Роналду
 (вдруге)

← 2012 • Золотий м'яч • 2014 →
Золотий м'яч ФІФА 2013 — четверта церемонія нагородження найкращих футболістів та тренерів світу «Золотий м'яч ФІФА», що відбулася 13 січня 2014 року в Цюриху. Нагородження пройшло у 8 номінаціях: найкращий футболіст та футболістка року, найкращий тренер чоловічих та жіночих команд, найкращий гол року, нагорода президента ФІФА, нагорода Фейр-плей та символічна збірна року.

## Найкращий футболіст світу
Це було 58 вручення нагороди в історії для «Франс Футбол» та 23 — для ФІФА. У попередні роки французький журнал проводив опитування серед журналістів, а ФІФА — тренерів і капітанів національних збірних світу. З 2010 році ці три опитування об'єднали в одне, причому кількість журналістів уже ніхто не обмежував. В голосуванні могли брати участь представники усіх країн, що є членами ФІФА.

### Процедура голосування
В опитуванні взяли участь загалом 541 респондент, зокрема:
- 180 тренерів національних збірних;

- 184 капітанів національних збірних;

- 177 представників спортивних ЗМІ.

Перед проведенням опитування організаторами був складений попередній список з 23 претендентів на нагороду.
Кожен із членів журі обирав трьох футболістів, які, на його думку, є найкращими гравцями світу. За перше місце нараховували 5 очок, за друге — три, за третє — одне очко. Усі набрані очки розподілялися пропорційно між тренерами, капітанами та журналістами (по 33,33 %).
Представники від України голосували наступним чином:
- Михайло Фоменко (головний тренер збірної України): 1-ше місце — Кріштіану Роналду; 2-ге — Ліонель Мессі; 3-тє — Франк Рібері;[1]

- Руслан Ротань (капітан збірної України): 1-ше місце — Хаві Ернандес; 2-ге — Ліонель Мессі; 3-тє — Кріштіану Роналду;

- Ігор Лінник (представник преси від України): 1-ше місце — Франк Рібері; 2-ге — Неймар; 3-тє — Ліонель Мессі.

### Підсумки голосування
9 грудня 2013 року ФІФА оголосила список трьох претендентів на звання найкращого футболіста року, які набрали найбільше голосів в опитуванні. До списку увійшли португалець Кріштіану Роналду, аргентинець Ліонель Мессі та француз Франк Рібері. 
 Набравши 27,99 % очок володарем Золотого м'яча став Кріштіану Роналду.
Це другий із п'яти «Золотих м'ячів» отриманих Кріштіану Роналду.
| Місце | Футболіст            | Клуб                   | Країна      | Всього голосів (%) | Голоси тренерів | Голоси тренерів | Голоси тренерів | Голоси тренерів | Голоси тренерів | Голоси капітанів | Голоси капітанів | Голоси капітанів | Голоси капітанів | Голоси капітанів | Голоси преси | Голоси преси | Голоси преси | Голоси преси | Голоси преси |
| Місце | Футболіст            | Клуб                   | Країна      | Всього голосів (%) | 1               | 2               | 3               | Очки            | %               | 1                | 2                | 3                | Очки             | %                | 1            | 2            | 3            | Очки         | %            |
| ----- | -------------------- | ---------------------- | ----------- | ------------------ | --------------- | --------------- | --------------- | --------------- | --------------- | ---------------- | ---------------- | ---------------- | ---------------- | ---------------- | ------------ | ------------ | ------------ | ------------ | ------------ |
| 1     | Кріштіану Роналду    | Реал Мадрид            | Португалія  | 27,99 %            | 56              | 47              | 35              | 456             | 9,18 %          | 63               | 55               | 30               | 510              | 10,27 %          | 48           | 40           | 39           | 399          | 8,54 %       |
| 2     | Ліонель Мессі        | Барселона              | Аргентина   | 24,72 %            | 44              | 53              | 23              | 402             | 8,09 %          | 45               | 61               | 30               | 438              | 8,82 %           | 30           | 61           | 32           | 399          | 7,81 %       |
| 3     | Франк Рібері         | Баварія                | Франція     | 23,36 %            | 44              | 24              | 22              | 314             | 6,32 %          | 39               | 20               | 34               | 289              | 5,82 %           | 80           | 34           | 22           | 524          | 11,22 %      |
| 4     | Златан Ібрагімович   | Парі Сен-Жермен        | Швеція      | 5,29 %             | 10              | 11              | 22              | 105             | 2,11 %          | 3                | 10               | 18               | 63               | 1,27 %           | 7            | 9            | 27           | 89           | 1,91 %       |
| 5     | Неймар               | Сантус Барселона       | Бразилія    | 3,17 %             | 4               | 10              | 12              | 62              | 1,25 %          | 5                | 8                | 7                | 56               | 1,13 %           | 2            | 5            | 12           | 37           | 0,79 %       |
| 6     | Андрес Іньєста       | Барселона              | Іспанія     | 2,08 %             | 5               | 7               | 8               | 54              | 1,09 %          | 6                | 2                | 6                | 42               | 0,85 %           | 1            | -            | 2            | 7            | 0,15 %       |
| 7     | Робін ван Персі      | Манчестер Юнайтед      | Нідерланди  | 1,79 %             | 2               | 9               | 5               | 42              | 0,85 %          | 2                | 4                | 8                | 30               | 0,60 %           | 1            | 2            | 5            | 16           | 0,34 %       |
| 8     | Ар'єн Роббен         | Баварія                | Нідерланди  | 1,77 %             | 2               | 2               | 8               | 24              | 0,48 %          | 1                | 2                | 2                | 13               | 0,26 %           | 3            | 9            | 6            | 48           | 1,03 %       |
| 9     | Гарет Бейл           | Тоттенгем Реал Мадрид  | Уельс       | 1,32 %             | 4               | 2               | 4               | 30              | 0,60 %          | 2                | 4                | 5                | 27               | 0,54 %           | -            | 2            | 2            | 8            | 0,17 %       |
| 10    | Андреа Пірло         | Ювентус                | Італія      | 1,11 %             | 2               | 3               | 3               | 22              | 0,44 %          | 2                | 5                | 5                | 30               | 0,60 %           | -            | 1            | -            | 3            | 0,06 %       |
|       |                      |                        |             |                    |                 |                 |                 |                 |                 |                  |                  |                  |                  |                  |              |              |              |              |              |
| 11    | Радамель Фалькао     | Атлетіко Монако        | Колумбія    | 1,08 %             | 1               | 5               | 6               | 26              | 0,52 %          | 3                | -                | 5                | 20               | 0,40 %           | -            | 1            | 4            | 7            | 0,17 %       |
| 12    | Яя Туре              | Манчестер Сіті         | Кот-д'Івуар | 0,99 %             | 1               | -               | 7               | 12              | 0,24 %          | 3                | 1                | 3                | 21               | 0,42 %           | 1            | 2            | 4            | 15           | 0,32 %       |
| 13    | Роберт Левандовський | Боруссія Д             | Польща      | 0,92 %             | 2               | 3               | 5               | 24              | 0,48 %          | 1                | 1                | 5                | 13               | 0,26 %           | -            | 1            | 5            | 8            | 0,17 %       |
| 14    | Філіпп Лам           | Баварія                | Німеччина   | 0,82 %             | 1               | 3               | 4               | 18              | 0,36 %          | 1                | 1                | 3                | 11               | 0,22 %           | -            | 3            | 2            | 11           | 0,24 %       |
| 15    | Хаві Ернандес        | Барселона              | Іспанія     | 0,81 %             | 1               | 1               | 5               | 13              | 0,26 %          | 2                | 2                | 6                | 22               | 0,44 %           | -            | 1            | 2            | 5            | 0,11 %       |
| 16    | Месут Озіль          | Реал Мадрид Арсенал    | Німеччина   | 0,71 %             | 1               | 2               | 1               | 12              | 0,24 %          | 2                | 2                | 6                | 22               | 0,44 %           | -            | -            | 1            | 1            | 0,02 %       |
| 17    | Бастіан Швайнштайгер | Баварія                | Німеччина   | 0,43 %             | 1               | -               | 3               | 8               | 0,16 %          | 1                | 1                | 1                | 9                | 0,18 %           | -            | -            | 4            | 4            | 0,09 %       |
| 17    | Томас Мюллер         | Баварія                | Німеччина   | 0,43 %             | 1               | 1               | 1               | 9               | 0,18 %          | -                | 2                | 2                | 8                | 0,16 %           | -            | 1            | 1            | 4            | 0,09 %       |
| 19    | Луїс Суарес          | Ліверпуль              | Уругвай     | 0,39 %             | -               | -               | 3               | 3               | 0,06 %          | 2                | -                | 3                | 13               | 0,26 %           | -            | 1            | -            | 3            | 0,06 %       |
| 20    | Едінсон Кавані       | Наполі Парі Сен-Жермен | Уругвай     | 0,36 %             | 1               | -               | 4               | 9               | 0,18 %          | -                | 2                | 1                | 7                | 0,14 %           | -            | -            | 2            | 2            | 0,04 %       |
| 21    | Тіагу Сілва          | Парі Сен-Жермен        | Бразилія    | 0,24 %             | 1               | -               | -               | 5               | 0,10 %          | 1                | -                | 1                | 6                | 0,12 %           | -            | -            | 1            | 1            | 0,02 %       |
| 22    | Еден Азар            | Челсі                  | Бельгія     | 0,16 %             | -               | 1               | 2               | 5               | 0,10 %          | -                | -                | 3                | 3                | 0,06 %           | -            | -            | -            | -            | -            |
| 23    | Мануель Ноєр         | Баварія                | Німеччина   | 0,08 %             | -               | -               | 1               | 1               | 0,02 %          | -                | 1                | -                | 3                | 0,06 %           | -            | -            | -            | -            | -            |

### Цікаві факти
- Розподіл по амплуа серед 23 футболістів згаданих в анкетах наступний: 1 воротар, 2 захисники, 10 півзахисників та 10 нападників.
- З 23 гравців згаданих в анкетах 16 представляли Європу, 6 — Південну Америку, 1 — Африку.
- Кріштіану Роналду став десятим гравцем в історії опитувань, якому вдалося виграти нагороду «Золотий м'яч» більше одного разу.
- Кріштіану Роналду переміг в опитуваннях серед тренерів та капітанів національних збірних, а Франк Рібері — серед спортивних журналістів. Якщо б опитування проводилося лише за версією «Франс Футбол», то володарем поточної нагороди став би француз Франк Рібері.
- Кріштіану Роналду завоював четвертий трофей для Португалії. Лідерами за кількістю трофеїв залишалися Німеччина та Нідерланди — по 7, у Франції було 6 нагород, Італії, Англії та Бразилії — по 5, в Аргентини та Португалії — по 4, в Іспанії та СРСР — було по 3 нагороди.
- Ліонель Мессі сьомий рік поспіль потрапляє у трійку найкращих за підсумками опитувань. Аргентинець був лідером за кількістю призових місць (7) за історію «Золотого м'яча», у Кріштіану Роналду було 6 подіумів, у Мішеля Платіні та Франца Бекенбауера — по 5.
- 23 згаданих в анкетах футболістів представляли 15 країн, зокрема: Німеччину — 5, Іспанію, Бразилію, Нідерланди та Уругвай — по 2, Аргентину, Італію, Кот-д'Івуар, Португалію, Францію, Швецію, Бельгію, Польщу, Уельс та Колумбію — по 1 гравцю.
- 28 рік поспіль в заліку опитувань відсутні представники Угорщини, які до того були постійними учасниками опитувань. Також протягом 26 років поспіль відсутні представники Шотландії, 19 — Австрії, 15 — Хорватії.
- Вперше з 1994 року в залік опитування потрапив представник Бельгії, а також вперше з 2001 року представник Польщі.
- Вдруге за 4 роки відсутні англійські футболісти.
- Усього за 58 років вручення нагороди найчастіше згадувалися в анкетах хоча б одного разу футболісти Німеччини — у 54 опитуваннях, футболісти Італії згадувалися у 53 опитуваннях, Франції — у 52, Англії та Іспанії — у 51, Нідерландів — у 41, Португалії — у 40, Швеції — у 36, Югославії — у 30, СРСР — у 29, Бельгії — у 25, Данії — у 24, Шотландії та Болгарії — у 23, Уельсу та Угорщини — у 20 опитуваннях.
- Німецькі футболісти найчастіше потрапляли в загальний залік опитувань — 188 разів, італійські — 173, англійські — 140, французькі — 126, іспанські — 120, нідерландські — 98, радянські та португальські — по 66, бразильські — 60, шведські — 52, угорські — 50, югославські — 46, данські — 44 рази.
- Усімнадцяте лауреатом трофея став представник іспанської першості. Лідером за цим показником залишався італійський чемпіонат — 18 трофеїв, в іспанської першості на один трофей менше, у німецької — 9, англійської — 6 трофеїв.
- Всьоме лауреатом опитування став футболіст мадридського «Реала». До Кріштіану Роналду, це також вдавалося Альфредо Ді Стефано (1957, 1959), Раймону Копа (1957), Луїшу Фігу (2000), Роналду (2002) та Фабіо Каннаваро (2006).
- Мадридський «Реал» став 4-м клубом представник якого виграв трофей «Золотий м'яч» щонайменше 7 разів. Лідером серед клубів за кількістю «Золотих м'ячів» залишалася «Барселона» — 10 трофеїв, у «Мілана» та «Ювентуса» було по 8 трофеїв, 7 — у мадридського «Реала», 5 — у «Баварії», 4 — у «Манчестер Юнайтед».
- Всього в анкетах були згадані гравці з 12 клубів, зокрема: «Баварії» — 6, «Барселони» — 4, «Парі Сен-Жермен» — 3, мадридського «Реала» — 2, «Ювентуса», «Манчестер Юнайтед», «Манчестер Сіті», дортмундської «Боруссії», «Арсенала», «Ліверпуля», «Монако» та «Челсі» — по 1 футболісту.
- Всього за 58 років проведення опитувань в анкетах загалом були згадані 689 футболістів зі 195 клубів. Футболісти «Ювентуса» та мадридського «Реала» були згадані хоча б одного разу у 46 опитуваннях, «Барселони» — у 44, «Манчестер Юнайтед» — у 41, «Баварії» — у 40, «Інтернаціонале» — у 39, «Мілана» — у 38, «Ліверпуля» — у 25, «Аякса» — у 21, «Арсенала» — у 20, «Фіорентіни» та «Тоттенгем Готспур» — у 19, «Кельна» — у 17, «Олімпік» (Марсель) — у 16, «Роми», «Црвени Звезди» та «Бенфіки» — у 15, празької «Дукли», «Гамбурга» та київського «Динамо» — у 14 опитуваннях.
- Лідером за кількістю футболістів, які фігурували за історію опитувань тижневика «Франс Футбол» був мадридський «Реал» — 46 гравців, «Барселону» представляли 45 гравців, «Ювентус» — 41, «Манчестер Юнайтед» — 36, «Мілан»  — 35, «Інтернаціонале» — 29, «Баварію» — 26, «Ліверпуль» — 22, «Аякс» — 21, «Арсенал» — 17, «Лаціо» та «Челсі» — 14, «Кельн» та марсельський «Олімпік» — по 13, київське «Динамо» — 12, «Бенфіку» — 11 футболістів.
- Вперше в анкетах респондентів були згадані 5 футболістів, зокрема: Гарет Бейл, Роберт Левандовський, Едінсон Кавані, Тіагу Сілва та Еден Азар.
- 5 дебютантів — це повторення другого найменшого показника (1971) в рамках одного опитування за історії вручення нагороди. Найменше дебютантів опитувань було зафіксовано минулого року — 4 гравці.
- Загалом 689 згаданих в анкетах гравців за історію проведення опитувань були представниками 53 країн. Лідерами за кількістю таких футболістів були Німеччина — 63, Італія — 59 та Англія — 55 гравців. У десятку лідерів також входили Франція — 51, Іспанія — 50, Нідерланди — 38, СРСР — 29, Югославія (Сербія та Чорногорія) — 25, Португалія та Бразилія — по 24 гравці.
- Кріштіану Роналду вдесяте потрапив у заліки опитувань. Рекордсменами за кількістю потраплянь у заліки опитувань залишалися Франц Бекенбауер та Йоган Кройф — в обох по 12, у Еусебіу, Мішеля Платіні, Зінедіна Зідана та Паоло Мальдіні було по 11, у Льва Яшина, Джанні Рівери, Герда Мюллера, Мікаеля Лаудрупа та Кріштіану Роналду — по 10, у Боббі Чарлтона, Сандро Маццоли та Тьєррі Анрі — було по 9 потраплянь. У Ліонеля Мессі та Златана Ібрагімовича було по 8 потраплянь у заліки опитувань.
- Ліонель Мессі всьоме потрапив у п'ятірку найкращих за підсумками опитувань, вшосте — Кріштіану Роналду. Лідером за кількістю потраплянь у чільну п'ятірку залишався Франц Бекенбауер — 10 разів, далі розташовувалися Мішель Платіні — 8, Йоган Кройф та Ліонель Мессі — 7, Еусебіу, Зінедін Зідан та Кріштіану Роналду — по 6, а також Карл-Гайнц Румменігге, Луїс Суарес, Андрій Шевченко, Тьєррі Анрі та Хаві Ернандес — по 5 разів
- Франц Бекенбауер також залишався лідером за кількістю потраплянь у 10-ку найкращих — 11 разів, за ним розташовувалися Мішель Платіні та Йоган Кройф — по 9, Еусебіу, Джанні Рівера та Герд Мюллер — по 8, Боббі Чарлтон, Карл-Гайнц Румменігге, Зінедін Зідан, Тьєррі Анрі, Ліонель Мессі та Кріштіану Роналду — по 7 разів.

## Найкращий тренер світу

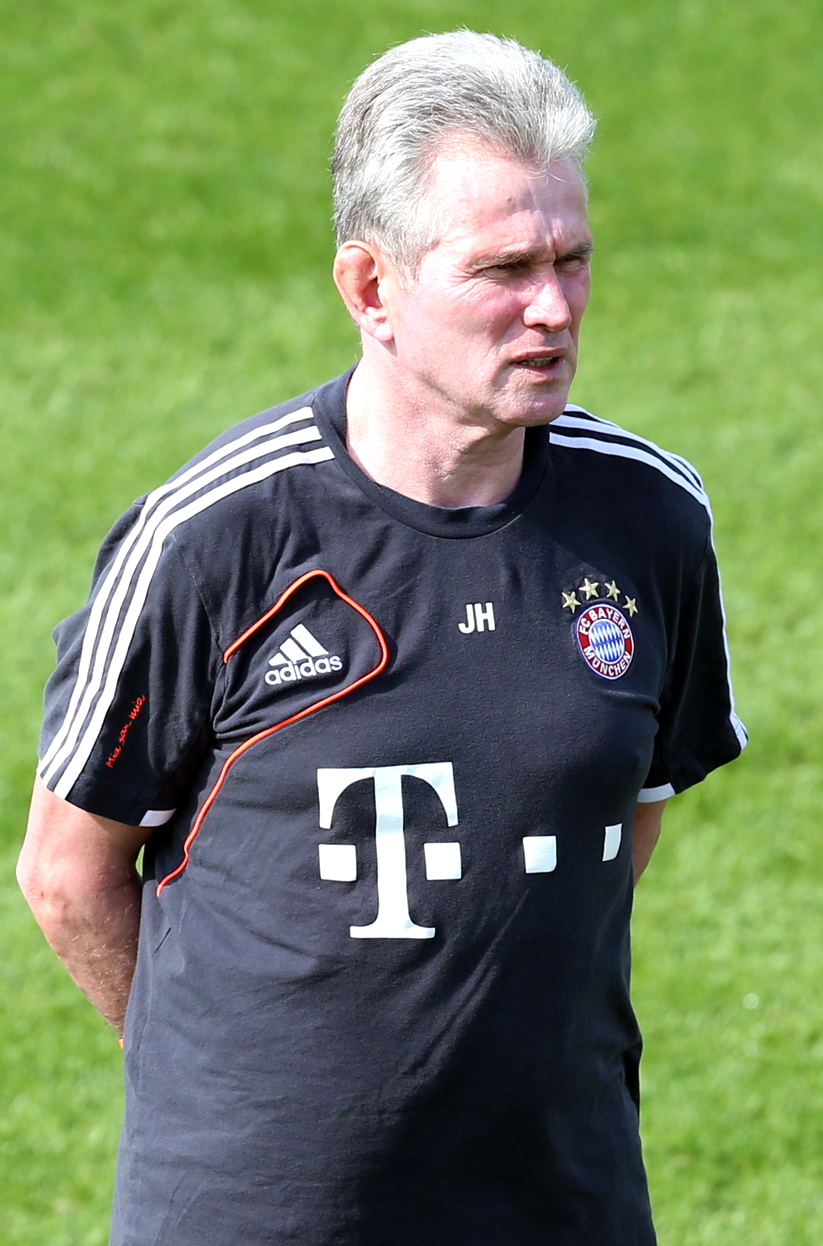
Юпп Гайнкес найкращий тренер світу 2013 року

В голосуванні за найкращого тренера року взяли участь 183 тренери національних збірних, 185 капітанів національних збірних та 173 предстаників засобів масової інформації, всього 541 виборець.

10 грудня ФІФА визначила шорт-лист найкращих тренерів року, до якого увійшли Алекс Фергюсон,  Юрген Клопп та Юпп Гайнкес.

 Переможцем в категорії найкращий тренер року став наставник Баварії Юпп Гайнкес. 
| Місце | Тренер              | Країна     | Клуб                | Всього голосів (очки) | Голоси тренерів | Голоси капітанів | Голоси преси |
| ----- | ------------------- | ---------- | ------------------- | --------------------- | --------------- | ---------------- | ------------ |
| 1     | Юпп Гайнкес         | Німеччина  | Баварія             | 1806                  |                 |                  |              |
| 2     | Юрген Клопп         | Німеччина  | Боруссія Д          | 766                   |                 |                  |              |
| 3     | Алекс Фергюсон      | Шотландія  | Манчестер Юнайтед   | 711                   |                 |                  |              |
| 4     | Вісенте дель Боске  | Іспанія    | Іспанія             | 448                   |                 |                  |              |
| 5     | Жозе Моурінью       | Португалія | Реал Мадрид / Челсі | 365                   |                 |                  |              |
| 6     | Луїс Феліпе Сколарі | Бразилія   | Бразилія            | 205                   |                 |                  |              |
| 7     | Карло Анчелотті     | Італія     | ПСЖ / Реал Мадрид   | 170                   |                 |                  |              |
| 8     | Арсен Венгер        | Франція    | Арсенал             | 163                   |                 |                  |              |
| 9     | Рафаель Бенітес     | Іспанія    | Челсі / Наполі      | 124                   |                 |                  |              |
| 10    | Антоніо Конте       | Італія     | Ювентус             | 111                   |                 |                  |              |

## Найкраща футболістка світу
| Місце | Футболістка   | Країна    | Клуб                   | Всього голосів (очки) | Голоси тренерів | Голоси капітанів | Голоси преси |
| ----- | ------------- | --------- | ---------------------- | --------------------- | --------------- | ---------------- | ------------ |
| 1     | Надін Ангерер | Німеччина | Франкфурт Брисбен Роар | 612                   |                 |                  |              |
| 2     | Еббі Вамбах   | США       | Вестерн Нью-Йорк Флеш  | 539                   |                 |                  |              |
| 3     | Марта         | Бразилія  | Тюресо                 | 493                   |                 |                  |              |

## Найкращий жіночий тренер світу
| Місце | Тренер          | Країна    | Клуб/Збірна | Всього голосів (очки) | Голоси тренерів | Голоси капітанів | Голоси преси |
| ----- | --------------- | --------- | ----------- | --------------------- | --------------- | ---------------- | ------------ |
| 1     | Сільвія Найд    | Німеччина | Німеччина   | 1036                  |                 |                  |              |
| 2     | Ральф Келлерман | Німеччина | Вольфсбург  | 445                   |                 |                  |              |
| 3     | Піа Санджейдж   | Швеція    | Швеція      | 430                   |                 |                  |              |

## Символічна збірна світу ФІФА
| Футболіст          | Країна     | Клуб            |
| ------------------ | ---------- | --------------- |
| Мануель Ноєр       | Німеччина  | Баварія         |
| Дані Алвес         | Бразилія   | Барселона       |
| Серхіо Рамос       | Іспанія    | Реал Мадрид     |
| Тіагу Сілва        | Бразилія   | ПСЖ             |
| Філіпп Лам         | Німеччина  | Баварія         |
| Андрес Іньєста     | Іспанія    | Барселона       |
| Франк Рібері       | Франція    | Баварія         |
| Хаві Ернандес      | Іспанія    | Барселона       |
| Ліонель Мессі      | Аргентина  | Барселона       |
| Кріштіану Роналду  | Португалія | Реал Мадрид     |
| Златан Ібрагімович | Швеція     | Парі Сен-Жермен |

## Найкращий гол року (Премія Пушкаша)
На премію Ференца Пушкаша за найкращий гол року претендували Златан Ібрагімович, Неманья Матич та Неймар. 
 За результатами голосування найбільшу кількість голосів, а саме 48,7%, отримав  4-й гол забитий Златаном Ібрагімовичем в товариському матчі проти збірної Англії. 
| Місце | Гравець            | Країна   | Клуб     | Суперник | Рахунок | Турнір                         | % голосів |
| ----- | ------------------ | -------- | -------- | -------- | ------- | ------------------------------ | --------- |
| 1     | Златан Ібрагімович | Швеція   | Швеція   | Англія   | 4-2     | Товариський матч               | 48,7%     |
| 2     | Неманья Матич      | Сербія   | Бенфіка  | Порту    | 2-2     | Чемпіонат Португалії з футболу | 30,8%     |
| 3     | Неймар             | Бразилія | Бразилія | Японія   | 3-0     | Кубок конфедерацій 2013        | 20,5%     |

## Почесний Золотий м'яч
- Пеле [11]

## Премія президента ФІФА
Цю почесну нагороду присуджує ФІФА з 2001 року для тих осіб чи організацій, які роблять значний внесок в футбол.
- Жак Рогге[12]

## НагородаФейр-плей
- Футбольна асоціація Афганістану